# 10月3日
10月3日（じゅうがつみっか）は、グレゴリオ暦で年始から276日目（閏年では277日目）にあたり、年末まであと89日ある。

## できごと

アレシアの戦い終結(紀元前52年)

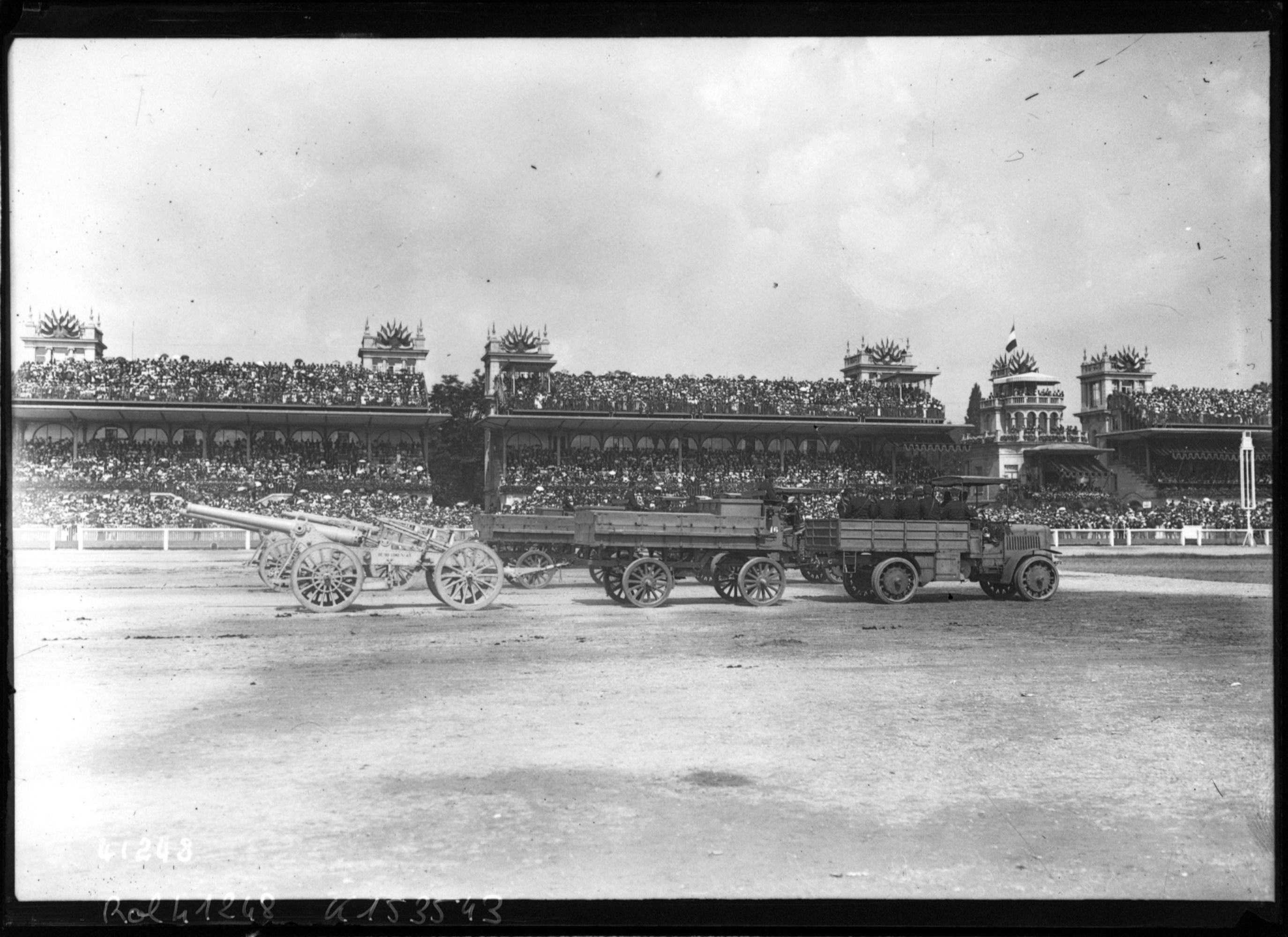
第1回凱旋門賞開催(1920)。画像は1914年のロンシャン競馬場。

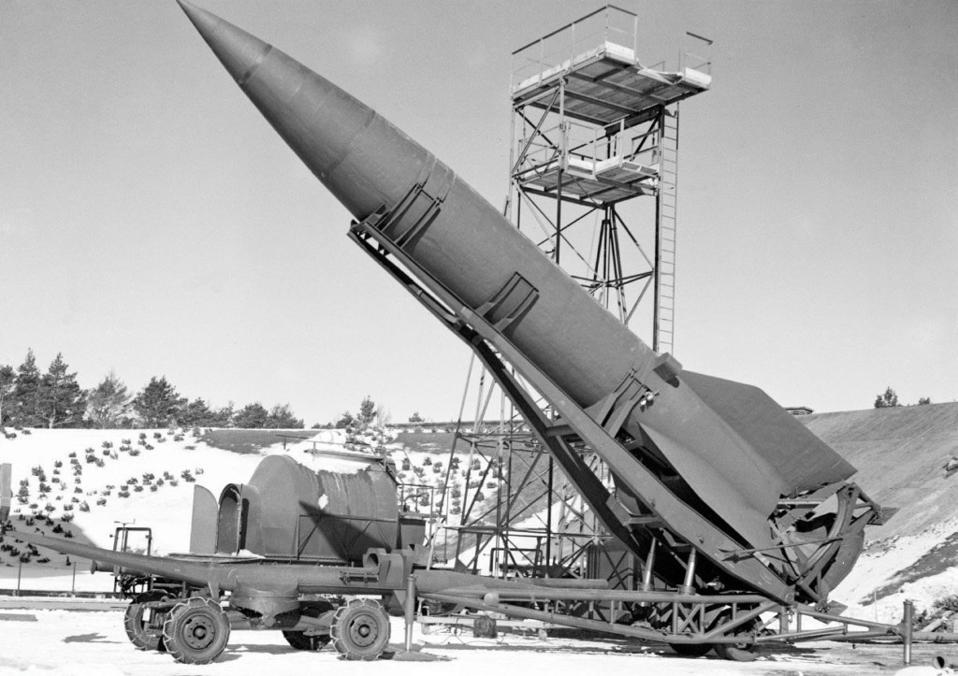
V2ロケット打ち上げ成功(1942)。

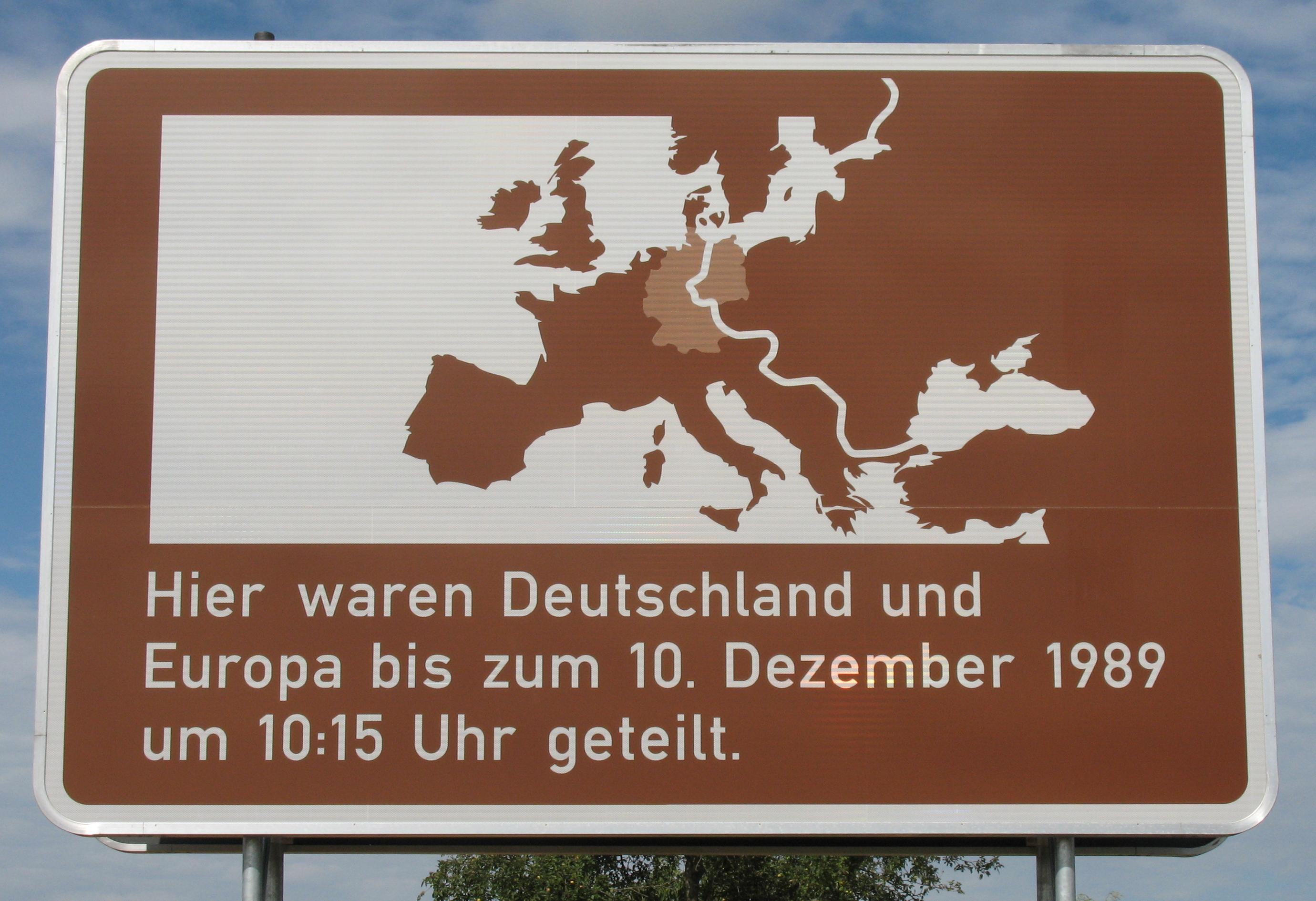
東西ドイツ再統一(1990)

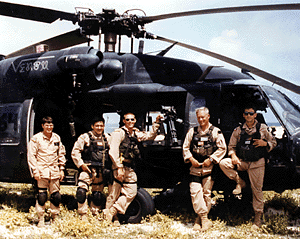
熾烈な市街戦と戦死体への惨たらしい扱いで知られたモガディシュの戦闘(1993)。映画『ブラックホーク・ダウン』の題材となった

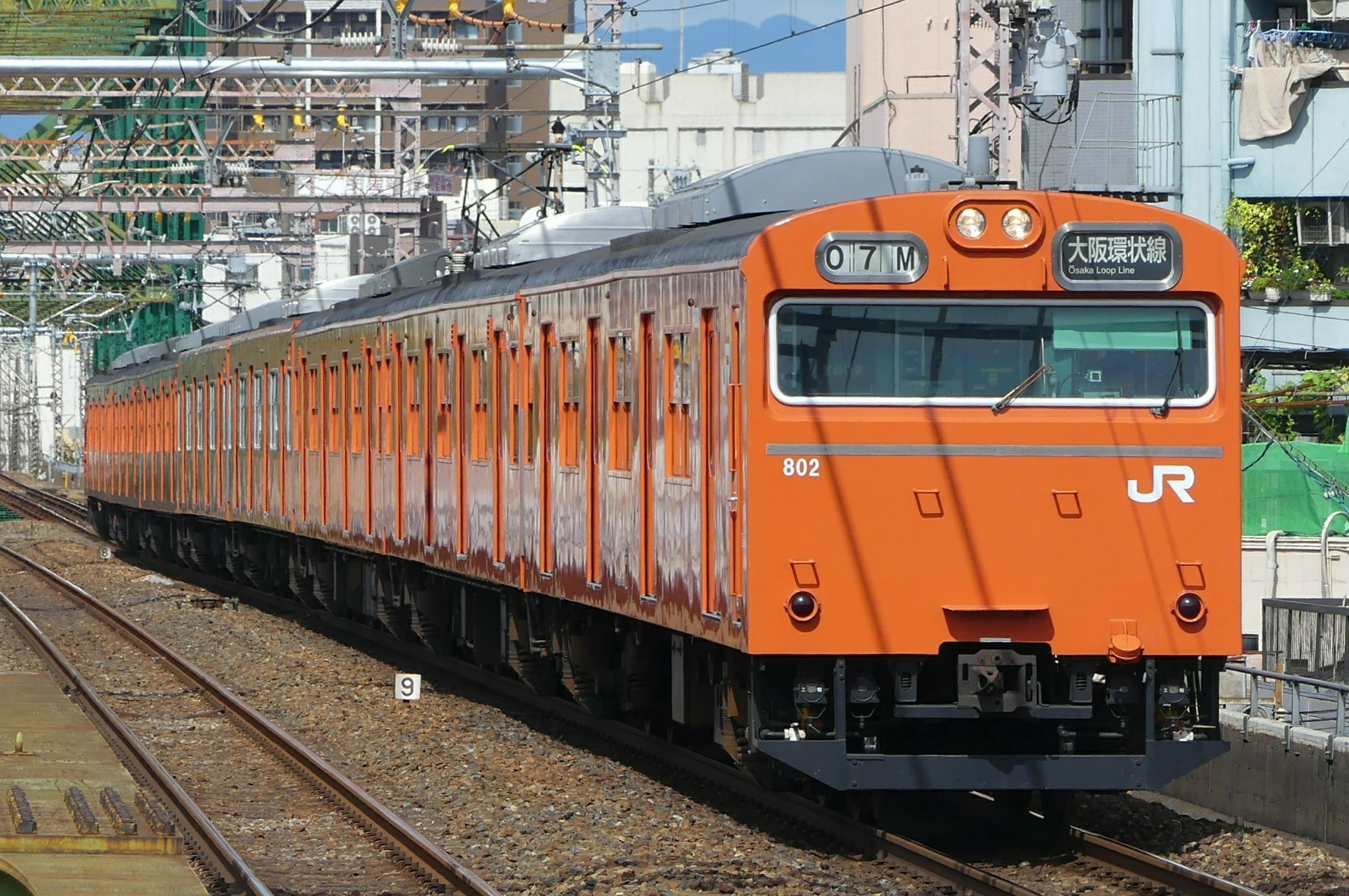
大阪環状線の103系（2017年10月3日に営業運転終了）

- 紀元前52年 - アレシアの戦いが終結。ガリア戦争が実質的に終結し、ガリアがローマ帝国の版図に組み込まれる。
- 紀元前42年 - フィリッピの戦い第1戦。
- 1392年 - グラナダ王国ナスル朝の王にムハンマド7世が即位。
- 1569年 - ユグノー戦争: モンコントゥールの戦い（Bataille de Moncontour）。
- 1574年 - 八十年戦争: ライデン包囲戦（Siege of Leiden）が終了。
- 1739年 - 露土戦争の講和条約である1739年ニシュ条約が締結される。
- 1789年 - アメリカ大統領ジョージ・ワシントンが同年11月26日を感謝祭として祝うことを提唱。
- 1793年 - フランス革命戦争: ベルクツァバンの戦い（Bataille de Bergzabern）。
- 1795年 - フランス革命戦争: モルターニュの戦い（Bataille de Mortagne (1795)）。
- 1863年 - アメリカ大統領エイブラハム・リンカーンが11月の最終木曜日を感謝祭として国民の祝日に制定。
- 1866年 - ウィーン条約がイタリアとオーストリアの間で締結され第三次イタリア独立戦争が終結し、北イタリアにおけるオーストリア帝国の支配権が喪失。
- 1893年 - フランス・シャム間で条約締結。シャムがフランスにメコン川東岸を割譲。
- 1904年 - フランス・スペイン協定締結。フランスとスペインの勢力圏が定められる[1]。
- 1908年 - ウィーンに亡命中のレフ・トロツキーらにより新聞『プラウダ』が創刊される。
- 1914年 - 北海道夕張炭鉱でガス爆発。死者16人[2]。
- 1918年 - ボリス3世がブルガリア国王に即位。
- 1919年 - この年のワールドシリーズの第3試合が行われ、8回からシンシナティ・レッズのドルフ・ルケがリリーフ登板。ラテンアメリカ出身選手として初のワールドシリーズ出場者となる。
- 1920年 - フランスで第1回凱旋門賞開催。
- 1929年 - 「セルビア人・クロアチア人・スロベニア人王国」が国号をユーゴスラビア王国に改称。
- 1932年 - イラクがイギリスの国際連盟委任統治から独立。
- 1932年 - 満州開拓武装移民団第一陣416人が日本を出発。
- 1935年 - 第二次エチオピア戦争: イタリアがエチオピアに侵攻。第二次エチオピア戦争が始まる。
- 1936年 - 北海道で暴風雨。渡島半島では死者17人以上、家屋の流失・破損、港湾施設の大破、漁船の流失など被害甚大[3]。
- 1940年 - フランスのヴィシー政権がユダヤ人並びに外来者に対する法を可決。
- 1942年 - ナチス・ドイツが開発していたV2ロケットが、3度目の挑戦で初の打ち上げ成功。宇宙空間に到達した初めての人工物体となる。
- 1943年 - 第二次世界大戦: リンギアデス大虐殺（Lingiades massacre）。
- 1946年 - 在日本朝鮮人連盟から分離して在日本朝鮮居留民団（現 在日本大韓民国民団）結成。
- 1949年 - ソ連が中華人民共和国を承認。
- 1951年 - 朝鮮戦争: 第1次馬良山の戦い（英語版）が始まる。
- 1952年 - イギリスが初の原爆実験を実施し、アメリカ・ソ連に続く第3の核保有国となる。（ハリケーン作戦）。
- 1955年 - CBSで『キャプテン・カンガルー（英語版）』、ABCで『ミッキーマウス・クラブ』が放映開始。
- 1962年 - マーキュリー計画: アメリカの有人宇宙船マーキュリー・アトラス8号（シグマ7）が打ち上げ。
- 1963年 - ホンジュラスクーデター（1963 Honduran coup d'état）が発生し、以後20年の軍事政権に繋がる。
- 1964年 - 日本武道館が開館。
- 1964年 - シー・オービット作戦: 原子力空母「エンタープライズ」を旗艦とするアメリカ海軍第1任務部隊が、原子力艦による初の燃料無補給世界一周航海に成功。
- 1966年 - 朝霞浄水場通水。
- 1967年 - アメリカの極超音速実験機X-15A-2が、有人航空機の最大速度記録であるマッハ6.7を記録。
- 1971年 - 日本テレビ系のオーディション番組『スター誕生!』が放送開始。
- 1971年 - 東京都八王子市で日本初のノーカーデーが実施される。
- 1978年 - フィンランド空軍機墜落事故（1978 Finnish Air Force DC-3 crash）
- 1980年 - 神戸・元町電話局電子交換器停止事件が発生。
- 1981年 - IRAが10名の餓死者を出したベルファストの刑務所におけるハンガー・ストライキの終結宣言（en:1981 Irish hunger strike）。
- 1983年 - 三宅島が21年ぶりに噴火。溶岩流によって約400棟の住宅が埋没・焼失。
- 1985年 - スペースシャトル「アトランティス」が初飛行。
- 1986年 - ソ連の原子力潜水艦K-219がバミューダ沖で火災。9日、核ミサイルを搭載したまま沈没。
- 1986年 - カナダのチョークリバー研究所に超電導サイクロトロンであるTASCC（en: TASCC）が設置。
- 1988年 - 日本テレビ系のアニメ番組『それいけ!アンパンマン』が放送開始。
- 1989年 - 日本テレビ系のバラエティ番組『ダウンタウンのガキの使いやあらへんで!!』が放送開始。
- 1990年 - 東西ドイツ再統一。
- 1990年 - 中華人民共和国とシンガポールが国交樹立。
- 1990年 - フジテレビ系で22年間続いた音楽番組『夜のヒットスタジオ』が終了（1968年11月4日 - 、放送回数1133回）。
- 1991年 - ノーベル文学賞をナディン・ゴーディマーがアフリカ人女性として初の受賞。
- 1993年 - ソマリア内戦: モガディシュの戦闘が始まる。（ - 10月4日）
- 1993年 - 10月政変: ハズブラートフ最高会議議長ら反エリツィン大統領派がロシア最高会議ビルに立て籠もり抵抗。
- 1994年 - 東京放送 (TBS) が新社屋・TBS放送センター（ビッグハット）に移転。
- 1995年 - O・J・シンプソン事件の刑事訴訟で陪審員の全員一致で無罪評決。
- 2004年 - ローマ教皇ヨハネ・パウロ2世がオーストリア・ハンガリー帝国最後の皇帝カール1世ならびにアンネ・カテリーネ・エメリッヒを列福。
- 2008年 - アメリカ合衆国で緊急経済安定化法が制定される。
- 2009年 - アゼルバイジャン、カザフスタン、キルギスタン、トルコがテュルク評議会に参加。
- 2010年 - ドイツが第一次世界大戦の賠償金の支払いを完了。
- 2013年 - リトアニアでヴィーダス・ゲドヴィラスがセイマス（国会）議長を辞任し、後任にロレタ・グラウジニエネが就任。
- 2013年 - 2013年ランペドゥーザ島難民船沈没事故が発生。
- 2015年 - クンドゥーズの戦いの最中、戦地となっている同市でクンドゥーズ病院爆撃事件が起こる。
- 2016年 - オートファジーの研究により、日本の大隅良典にノーベル医学賞が授与される。
- 2017年 - 枝野幸男らが立憲民主党を結党[4]。
- 2017年 - スペインのフェリペ6世が、1日に行われたカタルーニャ独立住民投票についてテレビで特別演説を行う。
- 2018年 - はやぶさ2が10時57分 (JST) 頃、ランダーのMASCOTを投下し、約6分後にリュウグウに接触[5]、バウンドを経てさらに約11分後に着地も成功。
- 2019年 - パリ警察本部襲撃事件（英語版）。
- 2021年 - 2021年ミラノ飛行機墜落事故（2021 Milan airplane crash）[6]。
- 2021年 - 国家元首や歌手、スポーツ選手のタックスヘイブンについて記したパンドラ文書が公表される[7]。
- 2021年 - カブールでイド・ガ・モスク襲撃事件（フランス語版）発生。
- 2022年 - 東京ヤクルトスワローズの村上宗隆がNPBの日本人選手では史上最多となるシーズン56本塁打を記録[8]。また、この試合では史上最年少[9]かつ元号が令和になってからは初めてとなる三冠王も確定させた[8]。
- 2024年 - イギリス領インド洋地域の一部であったチャゴス諸島がモーリシャスに返還。一方ディエゴガルシア島は99年間米英基地が存続することが決定した。

## 誕生日
| 教えるとは 希望を語ること 学ぶとは 誠実を身につけること――『フランスの起床ラッパ』(1945)より「ストラスブール大学の歌」 |

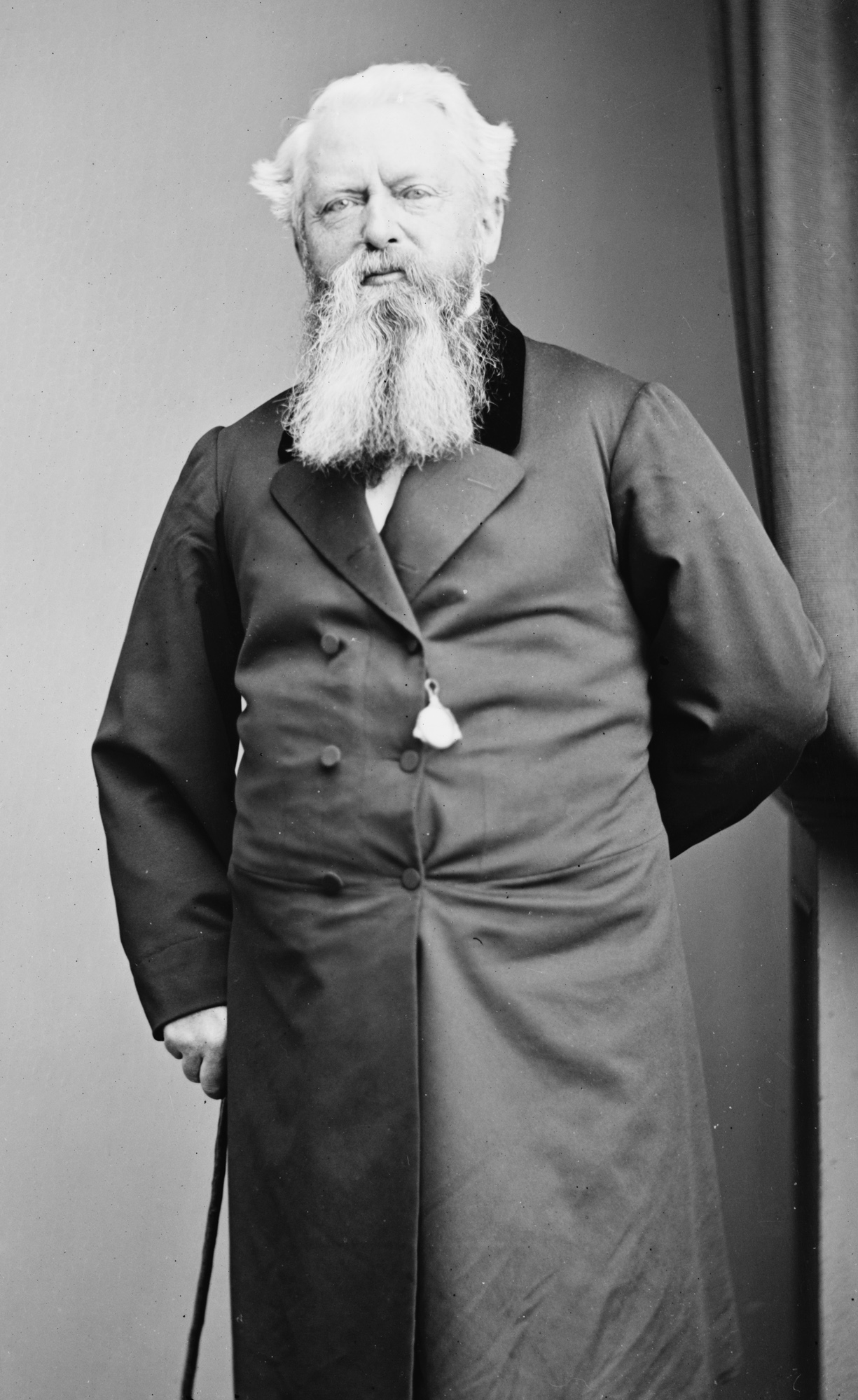
初代駐日米国総領事、タウンゼント・ハリス(1804-1878)誕生

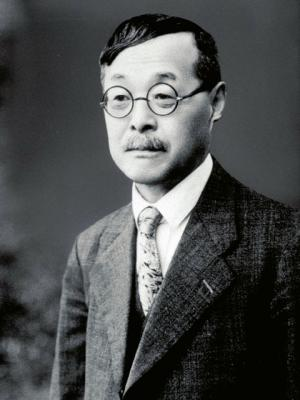
歴史学者、津田左右吉(1873-1961)誕生。記紀神話の批判的学説で罰せられた。

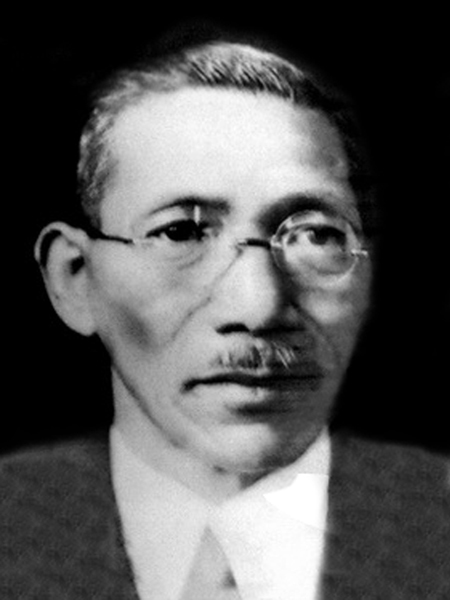
『次郎物語』の著者下村湖人(1884-1955)誕生。

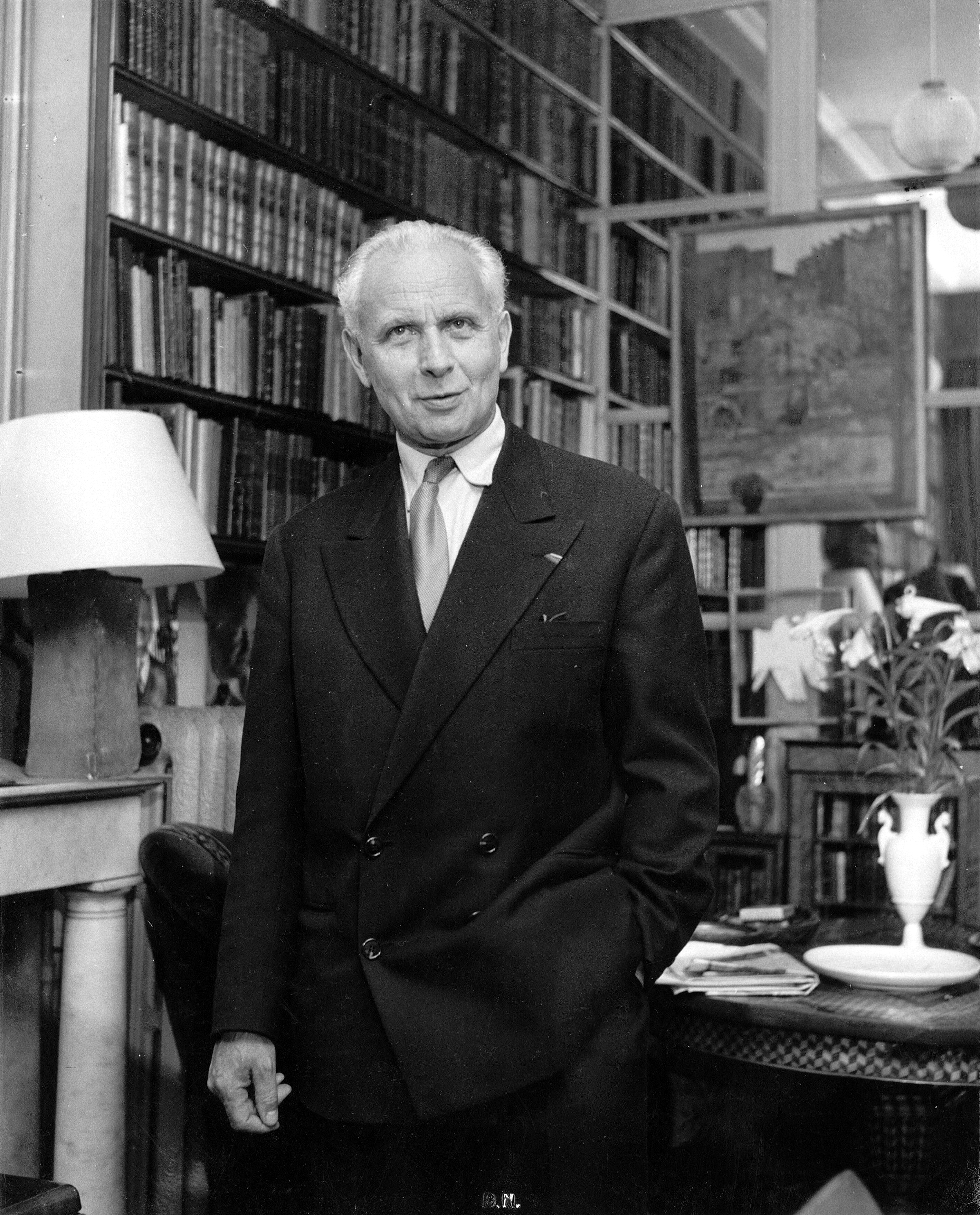
シュルレアリスムの先導者から共産主義に傾倒したフランスの詩人、ルイ・アラゴン(1897-1982)誕生

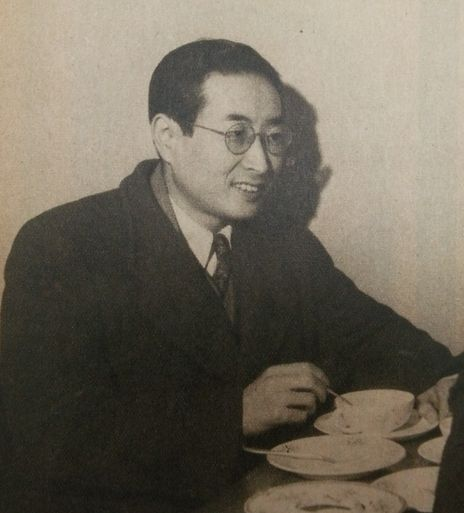
作曲家、米山正夫(1912-1985)誕生。美空ひばりの楽曲や、ヤン坊マー坊天気予報のテーマ曲などを手掛けた。

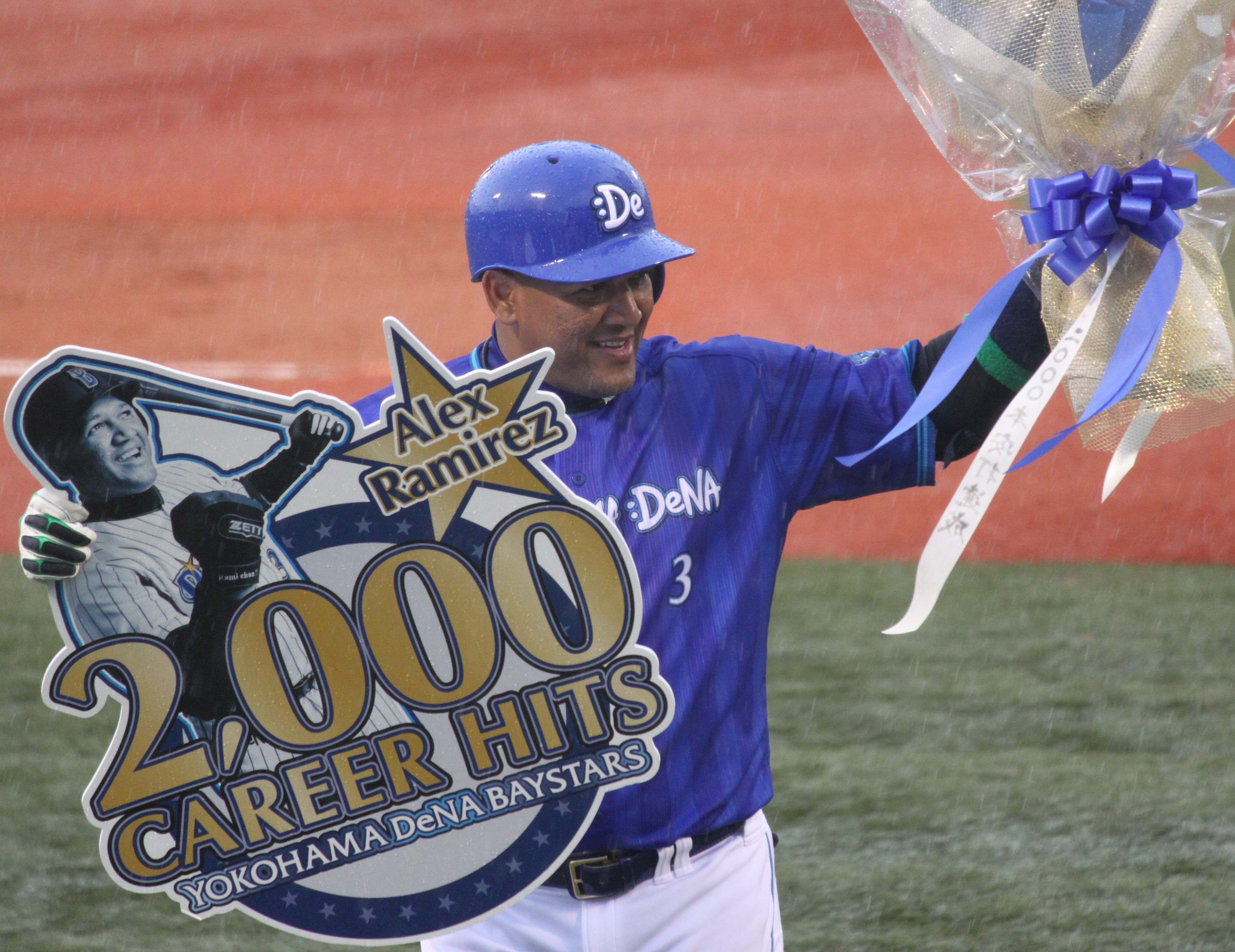
第30代横浜DeNAベイスターズ監督、アレックス・ラミレス(1974-)誕生。

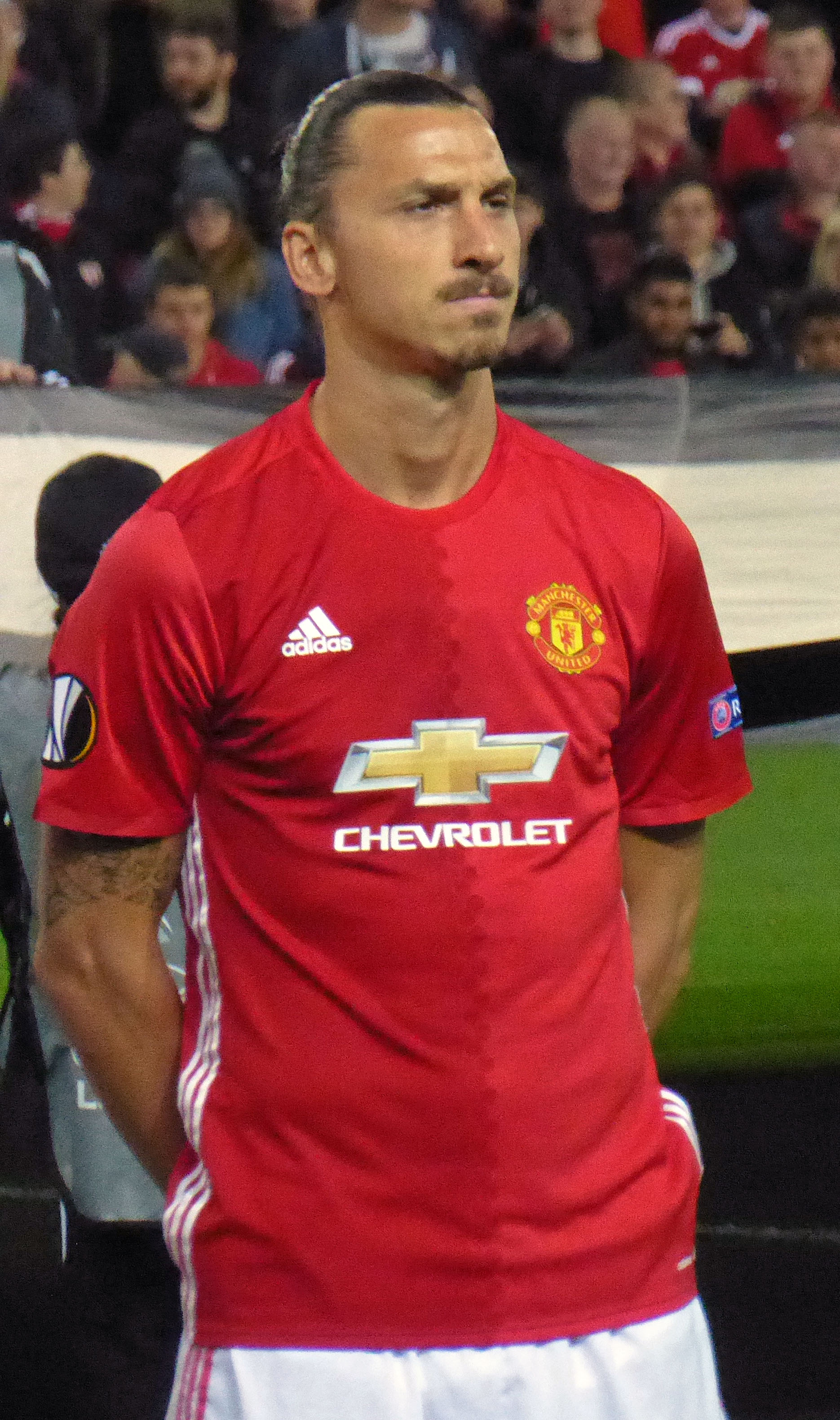
スウェーデンのサッカー選手、ズラタン・イブラヒモビッチ(1981-)誕生。

- 786年（延暦5年9月7日）- 嵯峨天皇、第52代天皇（+ 842年）
- 1292年 - エレノア・ド・クレア（Eleanor de Clare）、貴族（+ 1337年）
- 1390年 - ハンフリー・オブ・ランカスター、イングランド・ランカスター朝の王族（+ 1447年）
- 1458年 - カジミェシュ・ヤギェロンチク、ヤギェヴォ家の人物、キリスト教の聖人（+ 1484年）
- 1554年 - フルク・グレヴィル（Fulke Greville, 1st Baron Brooke）、初代ブルック男爵（+ 1628年）
- 1610年 - ガブリエル・ラレマン、宣教師、聖人（+ 1649年）
- 1613年 - マリオン・デローム（Marion_Delorme）、クルチザンヌ（+ 1650年）
- 1631年 - セバスチャン・アントン・シェラー、作曲家（+ 1712年）
- 1637年 - ジョージ・ゴードン、アバディーン伯爵（+ 1720年）
- 1637年 - シャルル・デミア（Charles Démia）、教会論者（+ 1689年）
- 1641年（寛永18年8月29日）- 山内豊昌、第4代土佐藩主（+ 1700年）
- 1655年（明暦8年9月4日）- 佐竹義長、初代岩崎藩主（+ 1741年）
- 1711年（正徳元年8月21日）- 小笠原長邕、第5代中津藩主（+ 1716年）
- 1713年 - アントワーヌ・ドーヴェルニュ（Antoine Dauvergne）、ヴァイオリニスト、作曲家（+ 1797年）
- 1716年 - ジョヴァンニ・バッティスタ・ベッカリーア、物理学者（+ 1781年）
- 1720年 - ヨハン・ペーター・ウッツ、詩人、裁判官（+ 1796年）
- 1755年 - クロード・フランソワ・デュプレ（フランス語版）、軍人（+ 1808年）
- 1758年 - ルイス・オーギュスト・ブラン（Louis-Auguste Brun）、画家（+ 1815年）
- 1784年 - ヨハン・カール・エーレンフリート・ケーゲル、農学者、カムチャツカ半島探検家（+ 1863年）
- 1788年（天明8年9月4日）- 上杉斉定、第11代米沢藩主（+ 1839年）
- 1790年 - ジョン・ロス、チェロキー族インディアン・ネーションの首長（+ 1866年）
- 1791年（寛政3年9月6日）- 松平斉恒、第8代松江藩主（+ 1822年）
- 1797年 - レオポルト2世、トスカーナ大公（+ 1870年）
- 1800年 - ジョージ・バンクロフト、歴史家、第17代アメリカ合衆国海軍長官（+ 1891年）
- 1802年 - ジョン・ゴリー、医者、科学者、発明家（+ 1855年）
- 1804年 - タウンゼント・ハリス、外交官（+ 1878年）
- 1804年 - アラン・カルデック、教育学者、哲学者、スピリティズムの創始者（+ 1869年）
- 1815年 - ピエール・アントワーヌ・ドブロワ（フランス語版）、実業家（+ 1898年）
- 1828年 - ヴォルデマール・バルギール、作曲家（+ 1897年）
- 1830年 - アルベルト・ギュンター、動物学者（+ 1914年）
- 1837年 - ニコラス・アベジャネーダ、政治家、第8代アルゼンチン大統領（+ 1885年）
- 1846年 - ジェームズ・ジャクソン・パトナム（英語版）、医師（+ 1918年）
- 1848年 - アンリ・ルロル（英語版、フランス語版）、画家（+ 1929年）
- 1858年 - エレオノーラ・ドゥーゼ、女優（+ 1924年）
- 1862年 - ジョニー・ブリッグス（英語版）、クリケット選手（+ 1902年）
- 1865年 - ギュスターヴ・ロワゾー、画家（+ 1935年）
- 1867年 - ピエール・ボナール、画家（+ 1947年）
- 1869年 - アルフレート・フラトー、体操選手（+ 1942年）
- 1869年 - ロバート・W・ポール、電気技師（+ 1943年）
- 1870年 - アレクサンドル・ヴァレンヌ（フランス語版）、政治家（+ 1947年）
- 1872年 - フレッド・クラーク、元プロ野球選手（+ 1960年）
- 1873年 - 津田左右吉、歴史学者（+ 1961年）
- 1875年 - ドクター・アトル、画家、作家（+ 1964年）
- 1879年 - ワーナー・オーランド（Warner Oland）、俳優（+ 1938年）
- 1882年 - 小川千甕、画家（+ 1971年）
- 1882年 - アレクサンダー・ヤング・ジャクソン（英語版）、画家（+ 1974年）
- 1884年 - 下村湖人、小説家（+ 1955年）
- 1885年 - ソフィー・トレッドウェル（英語版）、劇作家（+ 1970年）
- 1886年 - アラン＝フルニエ、小説家（+ 1914年）
- 1888年 - ウェイド・ボトラー、俳優（+ 1943年）
- 1888年 - エイリ・ラボンヌ（フランス語版）、外交官（+ 1971年）
- 1889年 - カール・フォン・オシエツキー、ジャーナリスト、平和運動家（+ 1938年）
- 1890年 - エミリオ・ポルテス・ギル（英語版）、政治家、メキシコ大統領（+ 1978年）
- 1892年 - モーリス・マレシャル、チェリスト（+ 1964年）
- 1893年 - 花柳壽輔 (2世)、日本舞踊家、俳優（+ 1970年）
- 1894年 - ヴァルター・ヴァルリモント、ドイツ国防軍砲兵大将（+ 1976年）
- 1894年 - エルマー・ロビンソン（Elmer Robinson）、サンフランシスコ市長（+ 1982年）
- 1894年 - 田村秢、弁護士、政治家（+ 1991年）
- 1895年 - セルゲイ・エセーニン、詩人（+ 1925年）
- 1895年 - 杉村広蔵、経済哲学者（+ 1948年）
- 1895年 - ジョヴァンニ・コミッソ（英語版、イタリア語版）、作家、詩人（+ 1969年）
- 1896年 - ジュリアン・デュヴィヴィエ、映画監督（+ 1967年）
- 1896年 - ヘラルド・ディエゴ（英語版、スペイン語版）、詩人（+ 1987年）
- 1897年 - ルイ・アラゴン、小説家、詩人、評論家（+ 1982年）
- 1898年 - レオ・マッケリー、映画監督（+ 1969年）
- 1898年 - アドルフ・ライヒヴァイン、経済学者（+ 1944年）
- 1898年 - ディエゴ・ブロッセ（フランス語版）、軍人（+ 1944年）
- 1899年 - 山口華楊、日本画家（+ 1984年）
- 1899年 - ルイス・イェルムスレウ、言語学者（+ 1965年）
- 1899年 - ガートルード・バーグ（英語版）、女優（+ 1966年）
- 1900年 - トーマス・ウルフ、作家（+ 1938年）
- 1901年 - ジャン・グレミヨン、映画監督、脚本家、作曲家（+ 1959年）
- 1901年 - フランソワ・ル・リオンナイ（フランス語版）、科学者（+ 1984年）
- 1901年 - ニコライ・ヴァトゥーチン、軍人（* 1944年）
- 1904年 - エルンスト＝ギュンター・シェンク、軍医（+ 1998年）
- 1905年 - 温水三郎、政治家、農業協同組合指導者（+ 1976年）
- 1905年 - テキン・アルブルン、トルコ大統領代理（+ 1993年）
- 1906年 - ナタリー・サヴェージ・カールソン、作家（+ 1997年）
- 1908年 - ジョニー・バーク（英語版）、作詞家（+ 1964年）
- 1909年 - 北川敏男、統計数学者、情報科学者（+ 1993年）
- 1909年 - ジャン・ソヴァージュ（フランス語版）、政治家（+ 2005年）
- 1910年 - アンドレ・ボルドー＝ル・ペック（フランス語版）、芸術家（+ 1973年）
- 1910年 - 小川環樹、中国文学者（+ 1993年）
- 1911年 - マイケル・ホーダーン、俳優（+ 1995年）
- 1912年 - 米山正夫、作曲家、作詞家（+ 1985年）
- 1912年 - チャールズ・イングラム・コートネイ・ウッド（Charles Wood, 2nd Earl of Halifax）、第2代ハリファックス伯爵（+ 1980年）
- 1913年 - アナスタシオ・バレストレロ（英語版）、枢機卿（+ 1998年）
- 1914年 - ピエール・ボッケル（フランス語版）、作家、レジスタンス活動家（+ 1995年）
- 1915年 - レイ・スターク、映画プロデューサー（+ 2004年）
- 1916年 - ジェイムズ・ヘリオット、作家、獣医（+ 1995年）
- 1919年 - ジェームズ・M・ブキャナン、経済学者（+ 2013年）
- 1919年 - ジャン・ルフェーヴル（英語版）、映画俳優（+ 2004年）
- 1920年 - 石田勝彦、俳人（+ 2004年）
- 1920年 - 長倉三郎、化学者（+ 2020年）
- 1921年 - 仲住芳雄、競馬騎手、調教師（+ 2004年）
- 1922年 - 大島渡、元プロ野球選手
- 1923年 - スタニスワフ・スクロヴァチェフスキ、指揮者（+ 2017年）
- 1923年 - エドワード・オリヴァー・ルブラン（英語版）、初代ドミニカ国首相（+ 2004年）
- 1924年 - フランコ・クリスタルディ、映画プロデューサー（+ 1992年）
- 1924年 - ハーヴェイ・カーツマン、漫画家（+ 1993年）
- 1924年 - アルカディ・ヴォロビョフ（英語版）、重量挙げ選手（+ 2012年）
- 1924年 - 栗原勝、政治家、第19-23代浜松市長、第22代全国市長会会長（+ 2013年）
- 1925年 - ゴア・ヴィダル、作家（+ 2012年）
- 1925年 - シモーネ・セグアン（en:Simone Segouin）、レジスタンス活動家
- 1925年 - ジョージ・ウェイン、ジャズプロモーター・プロデューサー（+ 2021年）
- 1928年 - 牟田悌三、俳優（+ 2009年）
- 1929年 - 栗木孝幸、プロ野球選手（+ 1998年）
- 1931年 - 木村光一、演出家
- 1932年 - 城山堅、声優、俳優（+ 2025年）
- 1933年 - 河合保彦、プロ野球選手（+ 1984年）
- 1935年 - 藤平輝夫、政治家、元千葉県勝浦市長
- 1936年 - スティーヴ・ライヒ、作曲家
- 1937年 - 浜村美智子、歌手
- 1938年 - 加田次男、元プロ野球選手
- 1938年 - エディ・コクラン、ロカビリー歌手（+ 1960年）
- 1940年 - ウォルター・アルバレス、地質学者
- 1940年 - 小寺弘之、政治家（+ 2010年）
- 1941年 - 野田毅、政治家
- 1941年 - アンドレア・デ・アダミッチ、元レーシングドライバー
- 1942年 - 千田稔、歴史学者
- 1942年 - 菅井邦明、教育学者、東北大学名誉教授
- 1943年 - 山本耀司、ファッションデザイナー
- 1943年 - 長勢甚遠、政治家
- 1943年 - 藤崎照彦、声優、ナレーター
- 1943年 - 与田順欣、元プロ野球選手
- 1944年 - 末広真季子、タレント、元参議院議員
- 1945年 - ジャン＝ジャック・カントロフ、ヴァイオリニスト、指揮者
- 1946年 - 新谷のり子、歌手
- 1947年 - 笹みどり、演歌歌手
- 1949年 - 三浦美幸、空手家
- 1949年 - 武田広、ナレーター
- 1949年 - 宮川大助、漫才師（宮川大助・花子）
- 1950年 - 小林国男、元プロ野球選手
- 1951年 - デーブ・ウィンフィールド、元プロ野球選手
- 1952年 - 白竜、俳優
- 1952年 - 山下三智夫、ギタリスト、作曲家（元クリスタルキング）
- 1952年 - ブルース・エリアンス、アメリカンフットボールコーチ
- 1953年 - スティーブ・フォックス、ベーシスト、牧師（ゴダイゴ）
- 1953年 - 平良りん子、沖縄音楽歌手
- 1954年 - デニス・エカーズリー、元プロ野球選手
- 1954年 - 山口いづみ、女優
- 1954年 - スティーヴィー・レイ・ヴォーン、ギタリスト　(+ 1990年）
- 1955年 - ジム・ジョイス、メジャーリーグ審判員
- 1956年 - 平野俊貴、アニメーション監督
- 1956年 - 福島良一、スポーツジャーナリスト
- 1957年 - 大沢誉志幸、ミュージシャン
- 1957年 - 星野知子、女優
- 1957年 - 矢野健太郎、漫画家
- 1958年 - 石川優子、シンガーソングライター
- 1958年 - 山田勉、元プロ野球選手
- 1959年 - 藤田耕三、官僚、元国土交通事務次官
- 1959年 - 中島はるみ、女優、モデル
- 1959年 - 田口ランディ、小説家
- 1959年 - 塩見啓一、アナウンサー
- 1959年 - 夏目純、作詞家
- 1961年 - 川嶋真、財務官僚
- 1961年 - 藤田浩雅、元プロ野球選手
- 1963年 - 牧野美千子、女優
- 1964年 - 中島奏、俳優
- 1964年 - 牧野美千子、女優
- 1964年 - 三条陸、漫画原作者、脚本家
- 1964年 - 角野然生、官僚
- 1964年 - 高橋多佳子、ピアニスト
- 1964年 - クライヴ・オーウェン、俳優
- 1965年 - 佐々木誠、元プロ野球選手
- 1965年 - ヤン＝オベ・ワルドナー、卓球選手
- 1967年 - 片平哲也、元プロ野球選手
- 1967年 - 渡邊大門、歴史学者
- 1968年 - 木山裕策、歌手
- 1969年 - 石田ゆり子、女優
- 1969年 - tetsuya、ベーシスト（L'Arc〜en〜Ciel）
- 1969年 - あかつきけいいち、漫画家
- 1969年 - 藤島誠剛、元プロ野球選手
- 1969年 - グウェン・ステファニー、ボーカリスト（ノー・ダウト）
- 1970年 - 福原将宜、ギタリスト
- 1970年 - 濱涯泰司、元プロ野球選手
- 1971年 - ケヴィン、ミュージシャン（バックストリート・ボーイズ）
- 1971年 - ショーン・ダフィー、政治家、検察官、ロビイスト、テレビ司会者
- 1972年 - 真木蔵人、俳優
- 1972年 - ケンタロウ、料理研究家、イラストレーター
- 1973年 - 千代松大耕、政治家、大阪府泉佐野市長
- 1973年 - 青木和義、元プロ野球選手
- 1973年 - 千原淳弘、元プロ野球選手
- 1973年 - 品田操士、元プロ野球選手
- 1973年 - ネーヴ・キャンベル、女優
- 1973年 - レナ・ヘディ、女優
- 1974年 - 水谷健、スーツアクター
- 1974年 - 日本橋ヨヲコ、漫画家
- 1974年 - アレックス・ラミレス、元プロ野球選手、監督
- 1974年 - 和田正一郎、調教師
- 1975年 - 石嶺聡子、シンガーソングライター
- 1975年 - 斉田季実治、気象予報士
- 1975年 - 剣太郎セガール、俳優
- 1975年 - 堀口敬巧、俳優
- 1975年 - マイク・ジョンソン、元プロ野球選手
- 1976年 - 森重卓、ベーシスト
- 1976年 - 森山栄治、俳優
- 1976年 - 宇和野貴史、元プロレスラー
- 1977年 - 白井一行、プロ野球審判員
- 1978年 - 阿智太郎、小説家
- 1978年 - 安美錦竜児、元大相撲力士、年寄8代安治川
- 1978年 - クラウディオ・ピサーロ、サッカー選手
- 1978年 - ゲーラルド・アサモア、サッカー選手
- 1978年 - 山森大輔、ボーカル（ROCK'A'TRENCH）
- 1978年 - ロシオ・サーラス、フィギュアスケート選手
- 1979年 - 蛯原友里、タレント、女優、モデル
- 1979年 - 蛯原英里、セラピスト
- 1979年 - 甲本偉嗣、サッカー指導者
- 1980年 - 八反安未果、歌手
- 1980年 - 三浦瑠麗、国際政治学者
- 1980年 - MEG、歌手、ファッションモデル、ファッションデザイナー
- 1980年 - 瓜田華菜子、ローカルタレント、フリーアナウンサー
- 1981年 - 廣瀬智美、アナウンサー
- 1981年 - 元康、ファッションモデル
- 1981年 - 逢空万太、ライトノベル作家
- 1981年 - アンドレーアス・イサクソン、サッカー選手
- 1981年 - ズラタン・イブラヒモヴィッチ、サッカー選手
- 1981年 - マット・マートン、元プロ野球選手
- 1982年 - 春日潤也、ファッションモデル
- 1983年 - 鈴木裕樹、俳優（D-BOYS）
- 1983年 - 宮下真依、グラビアアイドル
- 1983年 - 杉山真也、アナウンサー
- 1983年 - 本田朋広、プロ雀士
- 1983年 - 近藤直也、サッカー選手
- 1983年 - フレッジ、サッカー選手
- 1983年 - 海江田純子、元レースクイーン、元グラビアアイドル、元タレント
- 1984年 - あさの☆ひかり、漫画家、元グラビアアイドル
- 1984年 - 千々岩利幸、元プロバスケットボール選手、指導者
- 1984年 - 小宮山尊信、元サッカー選手
- 1984年 - 谷澤達也、元サッカー選手
- 1984年 - アシュリー・シンプソン、シンガーソングライター
- 1985年 - Agatha、ファッションモデル
- 1985年 - SHOKICHI、ミュージシャン（EXILE）
- 1985年 - 高本めぐみ、 声優
- 1985年 - 大山未希、元バレーボール選手
- 1986年 - 北村友一、騎手
- 1986年 - 本多真梨子、声優
- 1986年 - 干場かなえ、シンガーソングライター
- 1986年 - 杉尾拓郎、元プロ野球選手
- 1986年 - 小野裕幸、元陸上選手
- 1986年 - グウェンドリン・ディディエ、フィギュアスケート選手
- 1987年 - 坪木菜果、タレント
- 1987年 - セルゲイ・ボロノフ、フィギュアスケート選手
- 1988年 - 小西美希、ファッションモデル、女優
- 1988年 - 中村宝子、陸上競技選手
- 1988年 - ニャロメロン、漫画家
- 1988年 - 鷲谷修也、元プロ野球選手
- 1988年 - 石原卓、元サッカー選手
- 1988年 - アリシア・ヴィキャンデル、女優
- 1988年 - グレゴリー・メリマン、フィギュアスケート選手
- 1988年 - フィル・ゴセリン、プロ野球選手
- 1989年 - 山木将平、ギタリスト、作曲家
- 1990年 - 斉藤里奈、タレント
- 1990年 - 庄内沙希、フリーアナウンサー
- 1990年 - 丸山元気、騎手
- 1990年 - 笠原江梨香、テコンドー選手
- 1990年 - 菊川優希、柔道家
- 1990年 - 高橋千晶、元バレーボール選手
- 1990年 - 龍清泉、重量挙げ選手
- 1990年 - ハンナ・ハツコ、陸上競技選手
- 1991年 - 高城亜樹、タレント（元AKB48、元フレンチ・キス）
- 1991年 - センラ、歌い手（浦島坂田船）
- 1992年 - 花柳芳次郎 (6代目)、日本舞踊家、俳優
- 1992年 - 西村信章、俳優
- 1992年 - 橋本愛奈、歌手、タレント（元チャオ ベッラ チンクエッティ）
- 1992年 - ゆきりぬ、YouTuber
- 1992年 - 大峯功三、ラグビー指導者
- 1993年 - 大澤勇斗、プロアイスホッケー選手
- 1994年 - 遠藤新菜、ファッションモデル、女優
- 1995年 - 山崎大輝、俳優
- 1995年 - 加藤里保菜、タレント、女優
- 1995年 - 小林千花、エッセイスト、モデル、女優
- 1996年 - 馬渡隼暉、サッカー選手
- 1996年 - 藤井聖、プロ野球選手
- 1997年 - 高橋朱里、元アイドル（元AKB48、元Rocket Punch）
- 1997年 - BangChan、アイドル (Stray Kids)
- 1997年 - 湯本亜美、アイドル（元AKB48）
- 1997年 - 網谷圭将、元プロ野球選手
- 1998年 - 鈴木昂秀、ダンサー、俳優（THE RAMPAGE from EXILE TRIBE）
- 1999年 - 長野雅、アイドル　(元HKT48)
- 2000年 - 中込尚哉、声優
- 2001年 - 遠藤さくら、アイドル（乃木坂46）
- 2001年 - 山之内すず、モデル、女優
- 2004年 - 小西夏菜実、アイドル（日向坂46）
- 2006年 - 高岡ミロ、俳優（元MAGiC BOYZ）
- 生年不詳 - 畠山典之、俳優、音楽家
- 生年不詳 - コア助、漫画家
- 生年不詳 - 小西紀行、漫画家
- 生年不詳 - 綾瀬有、声優
- 生年不詳 - 大竹みゆ、声優
- 生年不詳 - 香山いちご、声優
- 生年不詳 - 道井悠、声優
- 生年不詳 - 飯野ユウ、元声優
- 生年不詳（昭和69年（自称）） - 奏音69、ボカロP

## 忌日

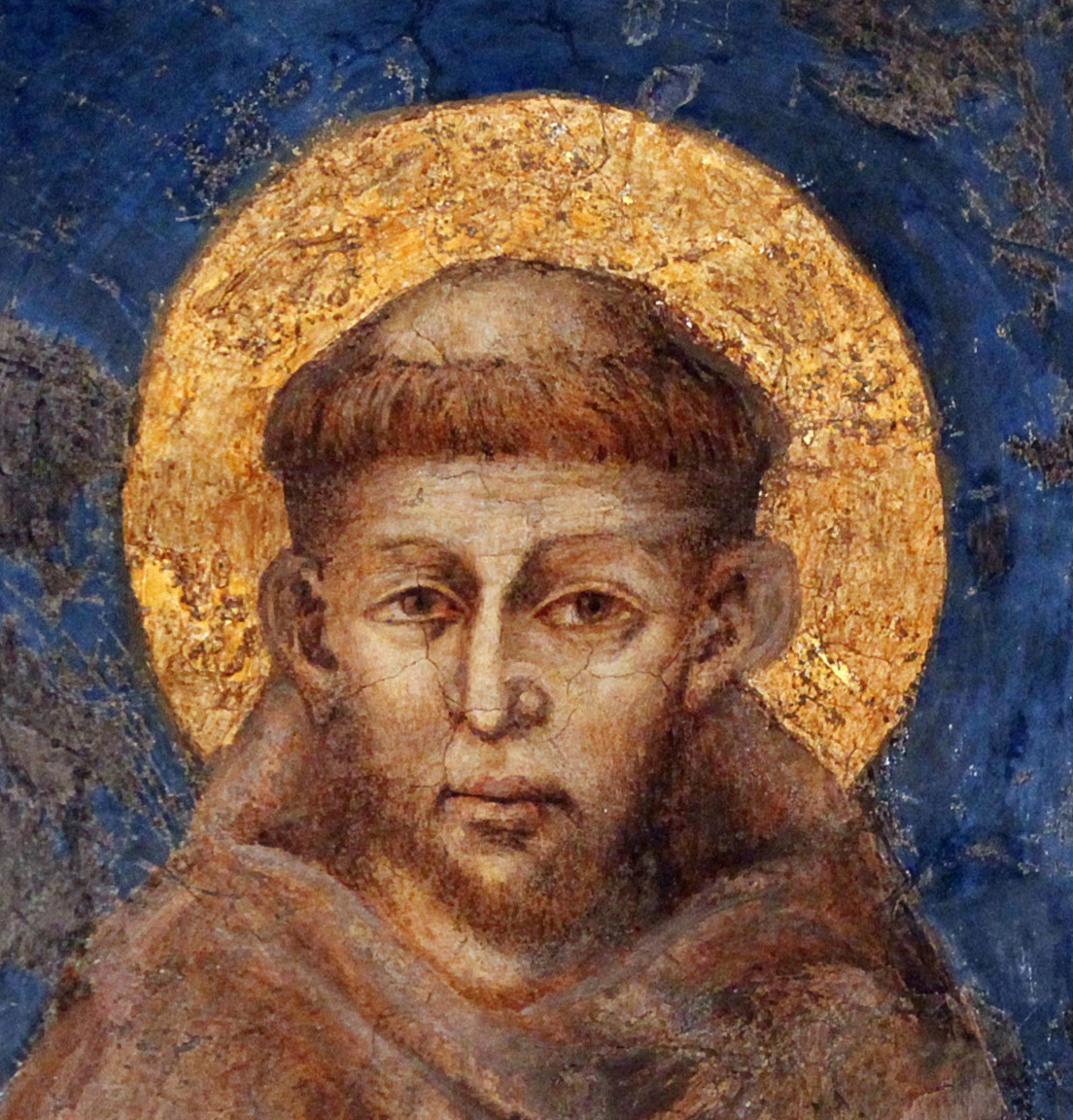
アッシジのフランチェスコ(1181-1226)没。

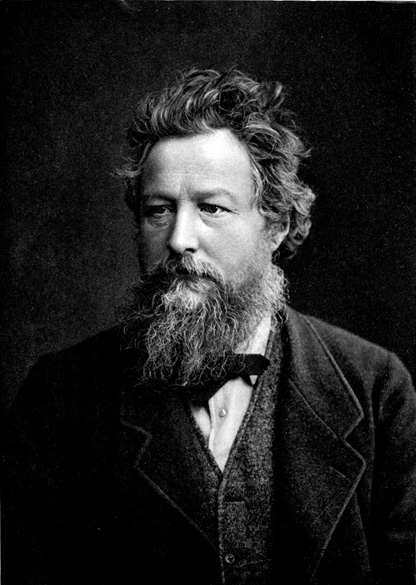
アーツ・アンド・クラフツ運動を展開した英国人工芸家、ウィリアム・モリス(1834-1896)没。

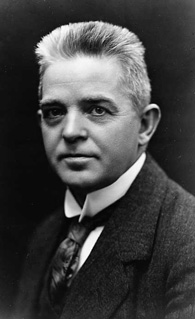
デンマークの国民的作曲家、カール・ニールセン(1865-1931)没。

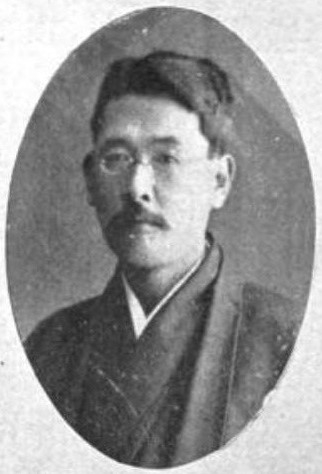
東京朝日新聞記者、杉村楚人冠(1872-1945)没。調査部、審査部の設置、縮小版の作成など現代新聞事業を展開。

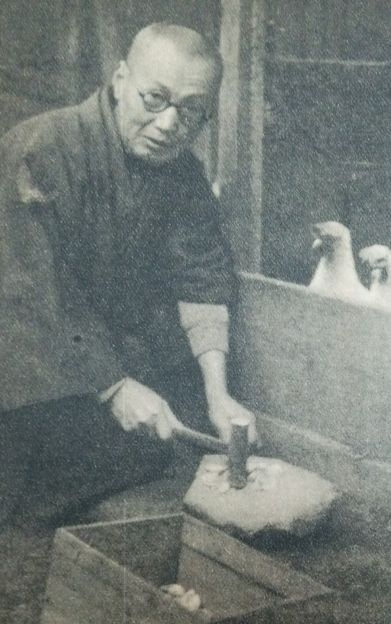
俳人、飯田蛇笏(1885-1962)没。

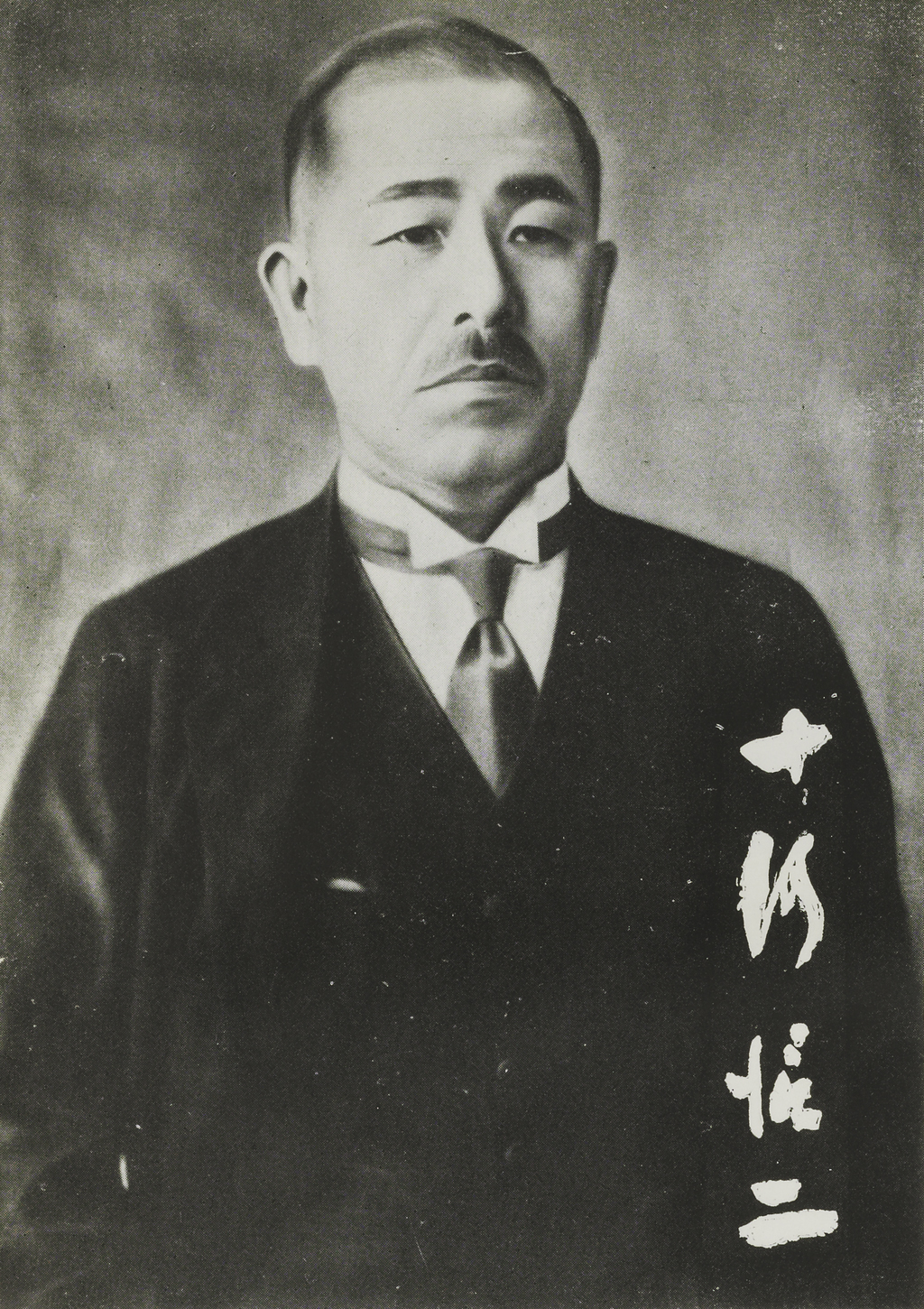
新幹線事業を指揮した日本国有鉄道総裁十河信二(1884-1981)没。

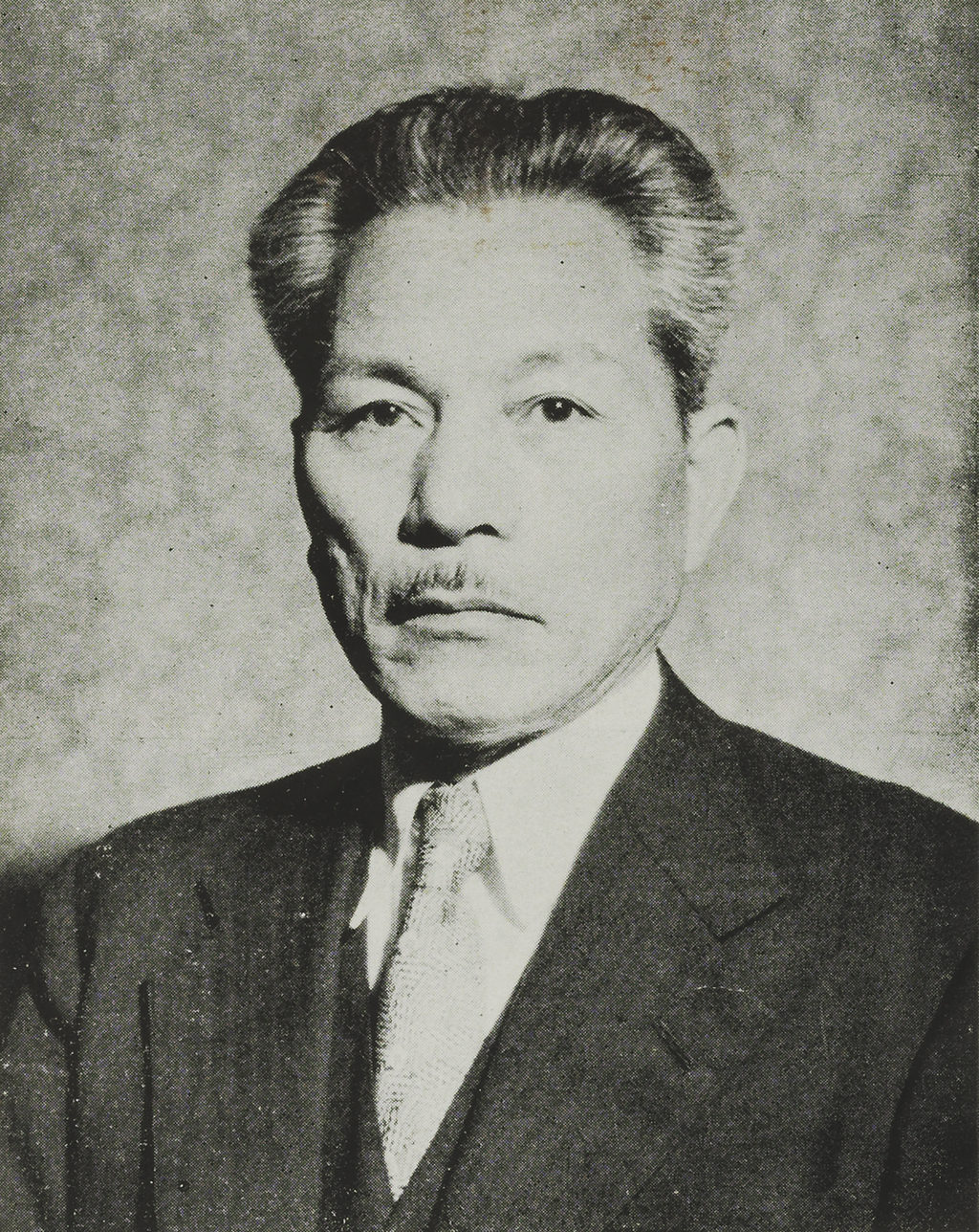
初代民社党委員長西尾末広(1891-1981)没。

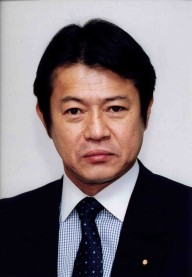
元財務大臣中川昭一(1953-2009)急死。

- 1226年 - アッシジのフランチェスコ、宗教家、修道会フランシスコ会創始者（* 1181年）
- 1568年 - エリザベート、スペイン王フェリペ2世の妃（* 1545年）
- 1684年 - フアン・カレーニョ・デ・ミランダ、画家（* 1614年）
- 1685年 - ヨハン・ハインリヒ・ロース、画家（* 1631年）
- 1750年 - マティアス・ゲオルク・モン、作曲家、オルガニスト（* 1717年）
- 1826年 - イェンス・バゲセン（英語版）、詩人、批評家、劇作家（* 1764年）
- 1830年 - ロベール・ルフェーブル、画家（* 1755年）
- 1853年 - ジョルジュ・オンスロー、作曲家（* 1784年）
- 1867年 - エリアス・ハウ、発明家、ミシン開発者（* 1819年）
- 1880年 - アドルフ＝フェリックス・カルス、画家、版画家（* 1810年）
- 1891年 - エドゥアール・リュカ、数学者（* 1842年）
- 1895年 - ハリー・ライト、元プロ野球選手（* 1835年）
- 1896年 - ウィリアム・モリス、詩人、デザイナー、工芸家（* 1834年）
- 1911年 - 鳩山和夫、第6代衆議院議長（* 1856年）
- 1916年 - ヴィンセンツ・ツェルニー（英語版）、外科医（* 1842年）
- 1927年 - 飯村丈三郎、実業家（* 1853年）
- 1929年 - グスタフ・シュトレーゼマン、ドイツ首相、外相（* 1878年）
- 1931年 - カール・ニールセン、作曲家（* 1865年）
- 1932年 - マックス・ヴォルフ、天文学者（* 1863年）
- 1934年 - 斯波忠三郎、船舶工学者（* 1871年）
- 1945年 - 杉村楚人冠、ジャーナリスト、随筆家（* 1872年）
- 1945年 - 吉江一行、野球選手（* 生年不詳）
- 1951年 - 島津源蔵 (2代目)、発明家、島津製作所社長（* 1869年）
- 1953年 - フロレンス・セービン、医学者（* 1871年）
- 1953年 - 塩野義三郎 (2代目) [10]、実業家、塩野義製薬社長（* 1881年）
- 1953年 - アーノルド・バックス、作曲家（* 1883年）
- 1959年 - 栃木山守也、大相撲第27代横綱（* 1892年）
- 1962年 - 飯田蛇笏、俳人（* 1885年）
- 1966年 - ロルフ・マキシミリアン・シーベルト、物理学者（* 1896年）
- 1967年 - マルコム・サージェント、指揮者（* 1895年）
- 1967年 - ウディ・ガスリー、フォークソング歌手（* 1912年）
- 1968年 - 槇智雄、政治学者、防衛大学校名誉教授、初代防衛大学校長、元白梅学園短期大学学長（* 1891年）
- 1969年 - 市川左團次 (3代目)、歌舞伎役者（* 1898年）
- 1973年 - 相川勝六、官僚、政治家、弁護士、第10代厚生大臣（* 1891年）
- 1976年 - ヴィクトリア・スピヴィー、ブルース歌手（* 1906年）
- 1976年 - エミール・バンヴェニスト、言語学者（* 1902年）
- 1978年 - ジョージ・Ｇ・ブレイデル[11]、実業家、ジッポー創業者（* 1895年）
- 1979年 - アルミ・ラティア（英語版）、実業家、マリメッコ共同創設者（* 1912年）
- 1980年 - 有馬大五郎、音楽教育者、元国立音楽大学学長（* 1900年）
- 1981年 - 十河信二、第4代日本国有鉄道総裁（* 1884年）
- 1981年 - 西尾末広、政治家、初代民社党委員長（* 1891年）
- 1983年 - アール＝サイラス・タッパー（英語版）、発明家、タッパーウェア開発者（* 1907年）
- 1983年 - 花登筺、小説家、脚本家（* 1928年）
- 1986年 - ビンス・ディマジオ、プロ野球選手（* 1912年）
- 1987年 - ジャン・アヌイ、作家、脚本家、劇作家（* 1910年）
- 1988年 - フランツ・ヨーゼフ・シュトラウス、バイエルン州首相、キリスト教社会同盟党首（* 1915年）
- 1990年 - 菱沼五郎、政治家、実業家（* 1912年）
- 1992年 - アーネスト・ヘンリー・フォルヴィラー（英語版）、化学者（* 1893年）
- 1995年 - 松本克平、俳優、新劇史家、演劇評論家（* 1905年）
- 1995年 - 冨岡弘、実業家、元小西六写真工業（現コニカミノルタ）社長（* 1910年）
- 1995年 - 國登國生、大相撲力士（* 1925年）
- 1998年 - 犬養孝、万葉学者、大阪大学名誉教授、甲南女子大学名誉教授（* 1907年）
- 1998年 - ロディ・マクドウォール、俳優（* 1928年）
- 1999年 - 盛田昭夫、ソニー設立者（* 1921年）
- 1999年 - 佐賀ノ海輝一、元プロ野球選手、大相撲力士（* 1945年）
- 2000年 - ブルース・パルトロー、映画監督、プロデューサー（* 1943年）
- 2002年 - ネイサン・ジュラン、映画監督、美術監督（* 1907年）
- 2003年 - ウィリアム・スタイグ、漫画家、児童文学作家（* 1907年）
- 2004年 - ジャネット・リー、女優（* 1927年）
- 2004年 - ジャック・バンヴェニスト、免疫学者（* 1935年）
- 2005年 - 細川護貞、政治家、旧肥後熊本藩細川家17代当主（* 1912年）
- 2006年 - 三浦小平二、陶芸家（* 1933年）
- 2006年 - ピーター・ノーマン、陸上競技選手（* 1942年）
- 2006年 - 湊博昭、医学者、精神科医（* 1948年）
- 2007年 - 若桑みどり、美術史学者（* 1935年）
- 2007年 - 江里佐代子、截金師、人間国宝（* 1945年）
- 2009年 - 絹巻薫[12]、実業家、コクミン創業者（* 1909年）
- 2009年 - アレクサンドル・バシライア、作曲家、作詞家（* 1942年）
- 2009年 - 平敷兼七、写真家 （* 1948年）
- 2009年 - 中川昭一、政治家（* 1953年）
- 2010年 - フィリッパ・フット、哲学者（* 1920年）
- 2010年 - 榊莫山、書道家（* 1926年）
- 2011年 - 加藤隆一、銀行家、元東海銀行頭取（* 1920年）
- 2011年 - 元永定正、画家、絵本作家（* 1922年）
- 2011年 - 西園寺昭夫、元プロ野球選手（* 1937年）
- 2012年 - 馬渕晴子、女優（* 1936年）
- 2013年 - 河西昌枝、元バレーボール選手（* 1933年）
- 2013年 - 鈴木日出男、国文学者、東京大学名誉教授（* 1938年）
- 2013年 - ボブ・チャンス、元プロ野球選手（* 1940年）
- 2013年 - 市川寿憲、実業家、朝日放送プロデューサー（* 1959年）
- 2015年 - デニス・ヒーリー、政治家、元英国国防大臣、元英国財務大臣（* 1917年）
- 2015年 - 木下藤吉郎[13]、実業家、養老乃瀧創業者（* 1920年）
- 2017年 - 佐伯敏子、反核運動家、関西学院大学名誉教授（* 1919年）
- 2017年 - ジャラル・タラバニ[14]、イラク第四共和政初代大統領（* 1933年）
- 2018年 - レオン・レーダーマン、実験物理学者、ノーベル物理学賞受賞者（* 1922年）
- 2018年 - 大谷啓治、哲学者、第11代上智大学学長（* 1930年）
- 2018年 - 方聞、美術史家（* 1930年）
- 2018年 - 高原慶一朗、実業家、ユニ・チャーム創業者（* 1931年）
- 2018年 - 北野タダオ、ジャズピアニスト（* 1934年）
- 2018年 - ベント・ロレンツェン、作曲家（* 1935年）
- 2018年 - 許秀卿、詩人（* 1964年）
- 2020年 - チャーリー・ヘイガー、元プロ野球選手（* 1983年）
- 2021年 - 本田稔、海軍軍人、航空自衛官（* 1923年）
- 2021年 - バッジ・パティー、元テニス選手（* 1924年）
- 2021年 - ベルナール・タピ、実業家、政治家、俳優、元オリンピック・マルセイユ会長（* 1943年）
- 2021年 - 周潔、女優、舞踊家（* 1961年）
- 2022年 - 石蔵文信、医学者、医師（* 1955年）
- 2022年 - 川井康弘[15]、俳優（* 1967年）
- 2023年 - 野村仁、美術家、京都市立芸術大学名誉教授（* 1945年）

## 記念日・年中行事
- ドイツ統一の日（ ドイツ）
1990年のこの日、10月3日に東西ドイツが45年ぶりに統一されたことを記念。
- 開天節（ 韓国）
韓国の4つの国慶日の一つで、韓国の建国記念日。紀元前2333年のこの日、檀君王倹が平壌城に都を定め、古朝鮮王国を建国したとする伝承に由来。
- 登山の日・山の日（ 日本）
「10（と）3（ざん）」の語呂合わせ。日本アルパイン・ガイド協会が1992年に制定。
- 土佐の日（ 日本）
「10（と）3（さ）」の語呂合わせ。
- 東御の日（ 日本長野県東御市）
「10（とう）3（み）」の語呂合わせ。長野県東御市が市民憲章と市の花・市の木・市の蝶を告示した日であり、言葉の響きもよく市民に広く親しめることから制定。
- KOBE観光の日（ 日本兵庫県神戸市）
1979年のこの日、NHK連続テレビ小説『風見鶏』の放送が開始。神戸観光のブームの礎となった本作品を記念し、2004年に制定。
- アンパンマンの日（ 日本）
1988年のこの日、アニメ『それいけ!アンパンマン』の放送が開始されたのを記念し、フレーベル館、トムス・エンタテインメント、日本テレビが2016年に制定。
- 糖鎖の日（ 日本）
「10（とう）3（さ）」の語呂合わせ。岐阜大学および名古屋大学が共同で設置する糖鎖生命コア研究所（iGCORE）が、糖鎖の重要性について啓発活動を推進するために制定[16]。